# جیمی راوچ
جیمی راوچ (به انگلیسی: Jamie Rauch) (زادهٔ ۱۷ اوت ۱۹۷۹) شناگر اهل ایالات متحده آمریکا است.